# Сукиасян, Эдуард Рубенович
Эдуард Рубенович Сукиасян (22 июня 1937, Тбилиси — 27 февраля 2021, Москва) — советский и российский библиотековед, разработчик ББК, заслуженный работник культуры РСФСР (1987). Кавалер Ордена Дружбы (2007).

## Биография
Родился 22 июня 1937 года в Тбилиси. Вскоре переехал в Москву. После средней школы окончил МГБИ в 1960 году и аспирантуру там же в 1967 году. В 1968 году защитил кандидатскую диссертацию «Централизованная классификация в СССР: современное состояние и перспективы развития». В 1966—1968 работал в ГБЛ. В 1968 году был принят на работу в Краснодарский ГИК, где занимал должности преподавателя, доцента, заведовал кафедрой библиотековедения и библиографии. В 1974 году вернулся в ГБЛ (РГБ), где до 1994 года заведовал отделом систематических и предметных каталогов. В 1994 году был избран на должность заместителя директора. Долгое время разрабатывал ББК. В 1997 году избран на должность главного редактора. Также был известен как преподаватель Высших библиотечных курсов РГБ. С 1998 года до конца жизни занимал должность профессора кафедры библиотековедения и информатики АПРИКТ.
Скончался 27 февраля 2021 года в Москве.

## Научные работы
Основные научные работы посвящены библиотечному делу в зарубежных странах, библиотечному образованию, истории библиотечного дела, каталогизации, классификации, стандартизации и терминологии. Автор свыше 600 научных работ, в том числе государственных стандартов, практических и методических пособий.